# Bale (provincia)
Bale  es una antigua provincia etíope ubicada en el sureste del país, entre los años 1960 y 1987 constituía una de las 14 provincias de Etiopía, de acuerdo a la organización administrativa vigente de la época. Su capital era la ciudad de Goba. 
Limitaba al norte con las provincias de Hararge y Arsi; al este son Somalia y Hararge; al sur con Somalia y con la provincia de Sidamo; y al oeste con Sidamo.

## Historia
La provincia de Bale se creó en 1963 y tenía por capital a Goba. Fue segregada de la provincia de Hararge al sur del río Shebelle. Las llanuras de Bale y Hararge se extendían por una parte del Ogaden. En 1963 un hombre que se hacía llamar general Wako Gutu dirigió una revuelta (conocida como Revuelta de Bale) que no fue aplastada hasta 1969 y 1970 cuando Waku Gutu se rindió a cambio de un cargo en el ejército; de hecho la revuelta tuvo flecos hasta 1972 cuando los últimos combatientes se dispersaron y una parte acabó formando otro grupo. En 1973 se originó el Frente de Liberación Somalí Abo (SALF), ya que entonces los habitantes de Bale se consideraban somalíes (pero en 1991 pasaron a considerarse mayoritariamente oromos). Los guerrilleros lucharon junto al Frente de Liberación de Somalia Occidental de 1976 a 1988, pero una vez que fue derrotado su aliado comenzaron las dificultades; Waku Gutu formó una facción (1989) y se terminó separando (1991). El SALF fue rebautizado como Frente de Liberación Oromo Abo y aún existe como partir político legal aliado al gobierno de Adís Abeba.
Con la nueva constitución de Etiopía de 1995, Bale quedó repartido entre las regiones Oromía y Ogaden.

## Awrajas
La provincia estaba dividida en 6 awrajas (distritos).
- Delo
- El Kere
- Genale
- Mendoyu
- Wabe